# Louis Lebrun
Louis Joseph Le Brun eller Lebrun (født 13. april 1844 i Gent og død 10. januar 1900 i Bruxelles) var en belgisk maler og pastellist. Hans felt dækker over historiemalerier, landskabsmaleri, genrebilleder og dyremalerier.

## Uddannelse
Louis Joseph (Ludovicus Josephus) Le Brun blev født i Gent den 13. april 1844. Hans forældre var Louis Jean Baptiste Benjamin Le Brun, købmand, og Dorothea Stevens. Han studerede på Royal Academy of Fine Arts i Gent

## Karriere
I 1867 opnåede Louis Le Brun, takket være sit maleri Socrates foran sine dommere, en hæderlig omtale ved det belgiske Prix de Rome (Belgien) (fr), som tillod ham at rejse til Italien.,,.
Da han vendte tilbage til Belgien, hvor han kort opholdt sig i Gent, hvor han udstillede Børn der leger med knækben i Pompeji, flyttede Louis Le Brun derefter til Bruxelles på rue du Moulin og deltager nu i udstillinger i hovedstaden. Louis Le Brun udstillede på Bruxelles-salonen i 1875 Jacques Van Artevelde, hvor han haranerede Gents virksomheder, et kompositorisk tema, som gav ham en guldmedalje. 
I 1881 præsenterede han to malerier på General Exhibition of Fine Arts i Bruxelles: Portræt af Dr. H. og Harvest of Hop Jets. På den almindelige udstilling i 1887 præsenterede han et portræt af en dame og en pastel med titlen Meditation Stadig på den samme udstilling, i 1893, præsenterede han et nyt portræt, det af Monsieur G.
| - Værker af Louis Joseph Le Brun - Sokrates taler eller Sokrates foran sine dommere, 1867. - Animeret italiensk landskab, 1877 Geanimeerd Italiaans landschap (nederlandsk/hollandsk) Paysage italien animé (fransk) |